# Bibi Chini-moskee
De Bibi Chini-moskee (Bengaals: বিবি চিনি মসজিদ) is een 17e-eeuwse moskee in een dorpje binnen de upazila (subdistrict) Betagi Upazila, in het zuiden van Bangladesh. Deze moskee in Mogol-stijl werd gebouwd door een islamitische prediker, Shah Neyamat Ullah geheten. De moskee heeft drie toegangspoorten.

## Geschiedenis
Shah Neyamat Ullah kwam in 1659 met enkele leerlingen naar deze regio, toen Shah Shuja de gouverneur van Bengalen en Odisha was. Shuja verzocht hem deze moskee te bouwen. Het dorpje waar de moskee staat is vernoemd naar Chini Bibi, de dochter van Shah Neyamat Ullah. Omdat de moskee in het dorp staat, werd deze later ook wel de Bibi Chini-moskee genoemd. Ullah stierf in 1700.